# Гликопептиды
Гликопептиды — пептиды, содержащие углеводные фрагменты (гликаны), ковалентно связанные с боковыми цепями аминокислотных остатков, составляющих пептид. Различают несколько классов гликопептидов в зависимости от типа связи с аминокислотными остатками: N-связанные (связь с остатками аспарагина), например β-N-Ацетилглюкозаминиласпарагин(GlcNAc-)Asn, O-связанные(связь через гидроксильную группу), например α-N-Ацетилгалактозаминилсерин (GalNAe-)Ser или треонин (GalNAc-)Thr, C-связанные (ковалентная связь маннозы с остатком триптофана). Встречаются в тканях растений, животных и микроорганизмов как в свободном виде, так и в составе гликопротеидов и протеогликанов.